# Team Ecuador
Movistar Team Ecuador é uma equipe de ciclismo profissional equatoriana de categoria Continental, fundada em 2014.
Foi criado com o clube amador RMP, primeira equipe de alto rendimento criado no Equador.
Com o objetivo de se tornar profissional, em 2013 a equipe liderada pelo equatoriano Santiago Rosero, mudou-se para a Europa, onde disputou algumas corridas. Em junho, eles fizeram contato com o treinador catalão Domènec Carbonell e este assumiu a equipe como diretor esportivo. Como gerente geral, foi contratado como vencedor da Volta à Espanha de 1991, Melcior Mauri e sete espanhóis também fazem parte do molde.
A formação equatoriana terá uma base na Espanha, dividindo a sua agenda entre a Europa e América.
A equipe é patrocinada pela Movistar Ecuador. Outros patrocinadores secundários são Ministério do Esporte e o Ministério de Turismo equatoriano, e as empresas Seguros Equinoccial e MSports Wear.

## Elenco

### 2016
| Integrantes da equipe 2016               | Integrantes da equipe 2016 | Integrantes da equipe 2016          | Integrantes da equipe 2016 |
| Ciclista                                 | Data de nascimento         | Equipe anterior                     |                            |
| ---------------------------------------- | -------------------------- | ----------------------------------- | -------------------------- |
| Edson Calderón                           | 3 junho 1984               |                                     |                            |
| Jefferson Cepeda                         | 3 março 1996               |                                     |                            |
| Byron Guamá                              | 14 junho 1985              | Movistar Team América (2013)        |                            |
| Pablo Hidalgo                            | 16 julho 1987              |                                     |                            |
| Jorge Luis Montenegro                    | 26 setembro 1988           |                                     |                            |
| Carlos Quishpe                           | 21 julho 1991              |                                     |                            |
| Cristian Pita                            | 6 fevereiro 1995           |                                     |                            |
| José Ragonessi                           | 11 dezembro 1984           |                                     |                            |
| Albert Torres (1 jan.–24 mar.)           | 26 abril 1990              | Androni Giocattoli-Venezuela (2013) |                            |
| Henry Velasco                            | 17 novembro 1992           |                                     |                            |
| Jonathan Villavicencio                   | 21 maio 1991               |                                     |                            |
|                                          |                            |                                     |                            |
| Fontes: ProCyclingStats Cycling Archives |                            |                                     |                            |

Nota: Edson Calderón missing qualifiers by rider